# Kenneth Kipkemoi
Kenneth Kiprop Kipkemoi (né le 2 août 1984) est un athlète kényan, spécialiste des courses de fond.

## Biographie
Médaillé d'argent de l'épreuve du semi-marathon derrière l’Éthiopien Lelisa Desisa lors des Jeux africains 2011 de Maputo au Mozambique, il s'illustre dès l'année suivante en s'adjugeant le titre continental du 10 000 mètres à l'occasion des championnats d'Afrique disputés à Porto-Novo au Bénin. Il s'impose en 27 min 19 s 74 (nouveau record de la compétition) devant ses compatriotes Mark Kiptoo et Lewis Mosoti.
En juin 2013, il se classe troisième des sélections kényanes qualificatives pour les championnats du monde de Moscou.
Il remporte le marathon d'Eindhoven en 2023, battant le record de l'épreuve. 

### Palmarès
| Date | Compétition            | Lieu       | Résultat | Épreuve       | Performance    |
| ---- | ---------------------- | ---------- | -------- | ------------- | -------------- |
| 2011 | Jeux africains         | Maputo     | 2e       | Semi-marathon |                |
| 2012 | Championnats d'Afrique | Porto-Novo | 1er      | 10 000 m      | 27 min 19 s 74 |
| 2013 | Championnats du monde  | Moscou     | 7e       | 10 000 m      | 27 min 28 s 50 |

### Records
| Épreuve       | Performance    | Lieu           | Date             |
| ------------- | -------------- | -------------- | ---------------- |
| 5 000 mètres  | 13 min 03 s 07 | Heusden-Zolder | 7 juillet 2012   |
| 10 000 mètres | 26 min 52 s 65 | Bruxelles      | 7 septembre 2012 |